# Leptocionium affine
Leptocionium affine là một loài dương xỉ trong họ Hymenophyllaceae. Loài này được Bosch Bosch mô tả khoa học đầu tiên năm 1859.